# O lepszą Łotwę
O lepszą Łotwę (łot. Par labu Latviju, PLL) – łotewskie centroprawicowe ugrupowanie polityczne powstałe przed wyborami 2010. 

## Historia
Ugrupowanie zostało założone 12 czerwca 2010. Jego powstanie spowodowane jest trwającą od 2009 konsolidacją łotewskiej sceny politycznej oraz niskimi notowaniami dwóch głównych partii założycielskich koalicji: Partii Ludowej oraz LPP/LC. 
Nazwa koalicji została zapożyczona z ruchu społecznego "O lepszą Łotwę" założonego w marcu 2010. Wcześniej porozumienie Partii Ludowej i LPP/LC nazywano w mediach "AŠ2" w nawiązaniu do nazwisk dwóch liderów: Andrisa Šķēlego (TP) i Ainārsa Šlesersa (LPP/LC). 
W skład koalicji, poza TP i LPP/LC, weszły ugrupowania lokalne i regionalne: Lud Łatgalii (Latgales tauta), Zjednoczona Rzeżyca (Vienotā Rēzekne), Młoda Łotwa (Jaunlatvija) oraz Dla Gminy Ogre (Ogres novadam). Wśród członków ugrupowania znaleźli się liczni przedstawiciele łotewskiego biznesu. Przewodniczącym zarządu koalicji wybrano byłego prezydenta Guntisa Ulmanisa. W zarządzie nowego ugrupowania znalazło się także 6 przedstawicieli ruchu "O lepszą Łotwę", po dwóch działaczy Partii Ludowej i LPP/LC oraz po jednym z 3 partii regionalnych. 
Ruch wystartował w wyborach parlamentarnych 2010. Wśród kandydatów znaleźli się Ainārs Šlesers, Māris Riekstiņš i Mareks Segliņš (Ryga), Andris Šķēle, Andris Bērziņš i Māris Kučinskis (Inflanty), Edgars Zalāns (Kurlandia), Karina Pētersone (Semigalia) oraz Rita Strode (Łatgalia). Ostatecznie koalicja uzyskała 7,65% głosów i osiem mandatów. Ugrupowanie pozostawało w opozycji wobec gabinetu premiera Dombrovskisa. W wyborach w 2011 koalicja nie wystartowała. 
21 lutego 2011 nowym przewodniczącym PLL został wybrany przedsiębiorca Ivars Kalvišķis.